# 科纳瓦塔姆
科纳瓦塔姆（Konavattam），是印度泰米尔纳德邦Vellore县的一个城镇。总人口9351（2001年）。

## 人口
该地2001年总人口9351人，其中男性4615人，女性4736人；0—6岁人口1216人，其中男604人，女612人；识字率66.85%，其中男性为74.37%，女性为59.52%。